# Ocnogyna aurantiaca
Ocnogyna aurantiaca är en fjärilsart som beskrevs av Arnold Spuler 1906. Ocnogyna aurantiaca ingår i släktet Ocnogyna och familjen björnspinnare. Inga underarter finns listade i Catalogue of Life.